# Polydesmus hessei
Polydesmus hessei är en mångfotingart som beskrevs av Karl Wilhelm Verhoeff 1931. Polydesmus hessei ingår i släktet Polydesmus och familjen plattdubbelfotingar. Inga underarter finns listade i Catalogue of Life.